# 도전! 슈퍼모델

로고

도전! 슈퍼모델(America's Next Top Model, ANTM)은 미국 The CW에서 방영된 오디션형 리얼리티 프로그램이다. 타이라 뱅크스가 호스트 겸 제작 총지휘를 맡았다. 2003년 5월 20일에서 시즌 1이 방영되었고, 2018년 시즌 24 끝으로 종영했다. 특히 시즌 21은 한국 서울 및 경기도에서 해외 로케 미션이 진행되었다.
도전! 슈퍼모델이 인기를 끌자 대한민국에도 진출을 하게 되었으며 대한민국에서는 도전! 슈퍼모델 코리아라는 이름으로 프로그램을 진행하였다. 현재 도전! 슈퍼모델 코리아는 시즌 5까지 진행되었다.

## 역대 우승자
| 회차 | 날짜            | 이름            | 생년월일         | 신장  |
| ---- | --------------- | --------------- | ---------------- | ----- |
| 1    | 2003년 5월 20일 | 에이드리언 커리 | 1982년 8월 6일   | 180cm |
| 2    | 2004년 1월 13일 | 요안나 하우스   | 1980년 4월 9일   | 181cm |
| 3    | 2004년 9월 22일 | 에바 마실       | 1984년 10월 30일 | 169cm |
| 4    | 2005년 3월 2일  | 나이마 모라     | 1984년 3월 1일   | 175cm |
| 5    | 2005년 9월 21일 | 니콜 링클레터   | 1985년 2월 27일  | 175cm |
| 6    | 2006년 3월 8일  | 다니엘 에반스   | 1985년 6월 7일   | 180cm |
| 7    | 2006년 9월 20일 | 캐리디 잉글리쉬 | 1985년 5월 22일  | 179cm |
| 8    | 2007년 2월 28일 | 제슬린 곤잘레스 | 1986년 5월 29일  | 170cm |
| 9    | 2007년 9월 19일 | 셀리샤 스트워스 | 1986년 1월 20일  | 178cm |
| 10   | 2008년 2월 20일 | 휘트니 톰슨     | 1987년 9월 20일  | 178cm |
| 11   | 2008년 9월 3일  | 맥키 설리번     | 1988년 9월 9일   | 183cm |
| 12   | 2009년 3월 4일  | 티요나 앤더슨   | 1988년           | 177cm |
| 13   | 2009년 9월 9일  | 니콜 폭스       | 1991년 3월 6일   | 170cm |
| 14   | 2010년 3월 10일 | 크리스타 화이트 | 1984년 12월 19일 | 177cm |
| 15   | 2010년 9월 8일  | 앤 워드         | 1991년 4월 20일  | 188cm |
| 16   | 2011년 2월 23일 | 브리트니 클라인 | 1991년 5월 19일  | 179cm |
| 17   | 2011년 9월 14일 | 리사 디 아만토  | 1981년 10월 22일 | 175cm |
| 18   | 2012년 2월 29일 | 소피 섬너       | 1990년 1월 15일  | 175cm |
| 19   | 2012년 8월 24일 | 로라 제임스     | 1990년 11월 18일 | 183cm |
| 20   | 2013년 8월 2일  | 조던 밀러       | 1993년 10월 6일  | 183cm |
| 21   | 2014년 8월 18일 | 키스 카를로스   | 1987년 12월 19일 | 185cm |
| 22   | 2015년 8월 5일  | 나일 디마르코   | 1989년 5월 8일   | 188cm |
| 23   | 2017년 3월 8일  | 인디아 겐츠     | 1996년 11월 20일 | 178cm |
| 24   | 2018년 1월 9일  | 카일라 콜먼     | 1996년 10월 10일 | 180cm |

## 같이 보기
- 도전! 수퍼모델 코리아
- 도전! 슈퍼모델 베트남
- 도전! 수퍼모델 아시아
- 도전! 슈퍼모델 NEW STAR
- 도전! 수퍼모델 호주
- 도전! 수퍼모델 in U.K.
- 슈퍼모델 선발대회